# Caius Valerius Flaccus
Pour les articles homonymes, voir Valerius Flaccus.
Caius Valerius Flaccus est un poète épique latin, connu pour avoir écrit les Argonautiques.

## Biographie
Il n'est probablement pas apparenté à la gens patricienne des Valerii, mais plus probablement issue d'une famille plébéienne de noblesse récente. Il était peut-être originaire de Padoue et sa mort est située vers 90. Sa vie est mal connue, nous savons cependant qu'il était de rang sénatorial et très probablement membre des Quindecemviri sacris faciundis . Les seuls auteurs antiques qui le mentionnent sont Quintilien (dans l’Institution oratoire) et, peut-être, Martial dans ses Épigrammes (si c’est bien du même V. Flaccus dont il s’agit) pour regretter sa mort récente et précoce (90) comme une perte immense.

## Œuvre
Son œuvre principale, les Argonautiques (Argonautica), est un poème épique inachevé en huit livres. Sur ce thème — l'histoire de Jason et des Argonautes en quête de la toison d'or, et la trahison de son père par Médée —, Valérius Flaccus s’inspire de façon très libre du Grec Apollonios de Rhodes. Le début comporte de nombreuses longueurs et la description des interventions divines est nuisible à l’ensemble mais la peinture des caractères — en particulier la passion naissante de Médée pour Jason — est traitée avec brio. Quant au style, il est particulièrement travaillé et la versification est d’une grande pureté, quoique souvent décrite comme froide et parfois obscure. Les réminiscences de Virgile (pour la langue), d’Ovide et de Lucain sont multiples dans une œuvre sans doute trop inachevée pour qu’un jugement abrupt soit porté.

### Sources antiques
- Martial, Épigrammes [détail des éditions] [lire en ligne], I, 61 et 76 (s'il s'agit bien du même).
- Quintilien, Institution oratoire, X, 1, 90.

### Manuels
- Jean Bayet, Littérature latine, Armand Colin-collection U, 1965  (ISBN 2200216793).
- Hubert Zehnacker & Jean-Claude Fredoulle, Littérature latine, PUF Premier cycle, 2001  (ISBN 2130519512).

### Articles
- Pierre Boyancé, « La science d'un quindécemvir au Ier siècle après J.-C. », Études sur la religion romaine, École française de Rome,‎ 1972, p. 347-358 (lire en ligne)